# Flashbook
Flashbook Edizioni s.r.l. è un editore italiano di fumetti che pubblica soprattutto manga e manhwa.
Venne fondata nel 2001 da Giampaolo Saetti e dal 2003 ha cominciato la pubblicazione di manhwa coreani e, in seguito, anche di manga giapponesi.
Flashbook edizioni si distingue per proporre al pubblico volumi graficamente identici a quelli originali e per non rovesciare l'ordine cognome-nome degli autori giapponesi, come invece fanno quasi tutti gli altri editori.

## Lista parziale dei manga pubblicati
Questa lista è suscettibile di variazioni e potrebbe essere incompleta o non aggiornata.

- 13 Club
- 2001 Nights
- 4 ragioni per innamorarsi di lui
- 4 amori puri per cui ho perso la testa
- Alla capitale dei fiori
- Arcana
- Arrenditi, prof!
- A casa di Momo
- Bal Jak
- Banya - Hell's Angel Delivery Man
- Beautiful Witch
- B-Girls Private High School
- Bokura ga ita
- Bunkasai Story
- ChikiChiki Banana
- Chonchu
- Cross Game
- Cuori Colpiti - Knock Your Heart Out
- Dan Gu
- DearS
- Déjà vu
- Devil & Love Song
- D-Cloth
- Does the Flower Blossom?
- Earth Cape Misaki
- Elettroshock Daisy
- Eternity
- Figurati se mi piaci!
- Full Bloom Darling
- Given
- Gokuraku Cafè
- Gung - Palace Love Story
- Gwi - The Spectre
- Hidanari ga kikoeru
- Hiru
- Holy Brownie
- I Love You
- Il mio demone guardiano
- Il nostro Desiderio
- In un angolo di cielo notturno
- I.N.V.U. (I Envy You)
- Island
- K.O.J. - King of Joshikosei
- KATSU!
- King of Thorn
- Kodoku Experiment
- La fata delle nevi
- La sposa di Habaek
- Le nostre situazioni segrete
- Le viole son blu
- Links (manga)
- Love Button
- Love Order 200X
- Jack Frost
- Magical Lamp
- Malinconiche Mattine
- My Roommate Is a Cat
- Muyung
- NightS
- Nine
- Non mi farò coinvolgere
- Oh, poveri noi! - Tutti a casa Kawai
- Orange Kiss
- Phantom
- Platina
- Plinius
- Primo amore
- Qualia Under the Snow
- Questa notte con te
- Ragnarok
- Rebirth
- Redrum 327
- Royal 17
- Rozen Maiden
- Sabel Tiger
- Sad Love Story
- Sal Le Top
- Samidare - Lucifer & Biscuit Hammer
- Seven Days
- Shuffle!
- The Earl and the Fairy
- Tarot Cafè
- The Five Star Stories
- The Summit
- Twittering Birds Never Fly
- Umibe no Étranger
- X-Day
- XS
- YaYa
- You Are So Cool
- Zero
- ZeroIn
- Zombie-Loan
- Twittering birds never fly